# Pasas de Málaga

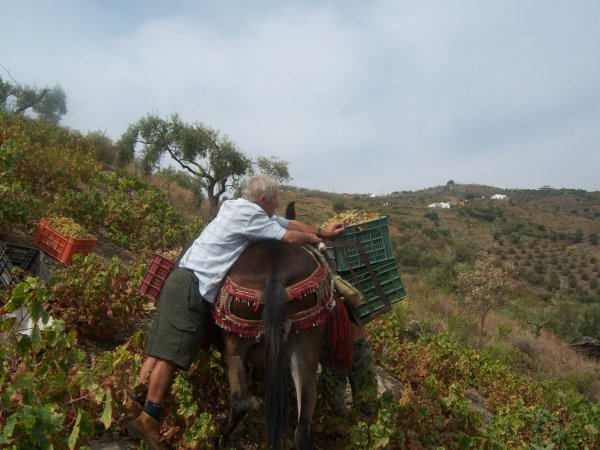
Recogida de la uva en un viñedo de Árchez.

Pasas de Málaga es una denominación de origen protegida para las pasas producidas en la provincia de Málaga (España), que se ajusten a los requisitos establecidos por su consejo regulador.

## Historia
La uva moscatel fue llevada a España por los musulmanes, entre los siglos VII y XV. La producción de pasas en La Axarquía malagueña se ha llevado a cabo desde hace, al menos, tres siglos.
El siglo XIX fue el de mayor auge del sector de las pasas la provincia de Málaga. Cada año se exportaban 5.700 toneladas a otros países europeos y 7300 toneladas a los Estados Unidos. Las pasas malagueñas eran las que se consumían en la Casa Real. A partir de 1875 tuvieron lugar una serie de factores que disminuyeron el sector: la caída de los precios debido al aumento de la producción, la llegada del oídio, la invasión de la filoxera en 1878 y la competencia de las pasas de la variedad griega corinto. La producción, que tenía lugar en minifundios, no remontó hasta los niveles de mayor auge. En la década de 1960 tuvo lugar un cierto aumento de la producción, que disminuyó de nuevo en la década de 1990.

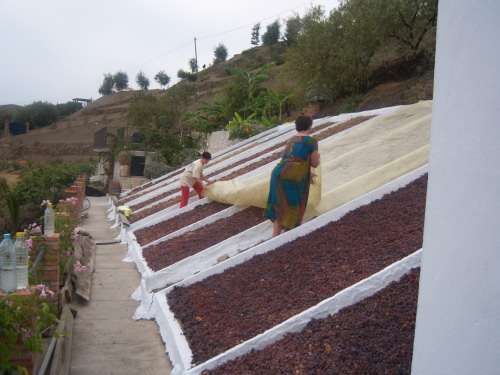
Paseros donde se seca la uva.

En 2017 la FAO, Organización de las Naciones Unidas para la Alimentación y la Agricultura, nombra al Sistema del Cultivo de la Uva Pasa Moscatel de Málaga, en la Axarquía, como el primer cultivo europeo en la categoría Sistemas Importantes del Patrimonio Agrícola Mundial (SIPAM) declarado oficialmente en la Asamblea de la FAO en Roma el 19 de abril de 2018. 

## Características
Las pasas se obtienen mediante la deshidratación natural de las bayas de la variedad Vitis vinifera, hasta la obtención de un estado que permite su conservación. La denominación de origen abarca las pasas producidas en la comarca de la Axarquía y la subzona de la costa occidental, zona que comprende los términos municipales de Manilva, Casares y Estepona. Las pasas malagueñas se hacen con uvas de la variedad moscatel.
El Consejo Regulador de la denominación de origen es el mismo que regula las denominaciones de origen Málaga y Sierras de Málaga, tras la fusión aprobada por Junta de Andalucía en 2004, cuando pasó a denominarse Consejo Regulador de las Denominaciones de Origen Málaga, Sierras de Málaga y Pasas de Málaga.
La Axarquía malagueña, que se encuentra el este de la ciudad de Málaga, abarca un total de 35 municipios, aunque la pasa solamente se produce en unos 15, como Comares por ejemplo.